# Lower Hardres and Nackington
Lower Hardres and Nackington är en civil parish i grevskapet Kent i sydöstra England. Den ligger i distriktet Canterbury och utgörs av orten Lower Hardres samt byn Nackington. Civil parishen hade 607 invånare vid folkräkningen år 2021. Civil parishen hade namnet Lower Hardres före den 1 april 2019.